# National Railway Museum
National Railway Museum (NRM, z ang. Narodowe Muzeum Kolejnictwa) – muzeum położone w Yorku, w Anglii, będące częścią National Museum of Science and Industry. Muzeum traktuje o historii transportu kolejowego w Wielkiej Brytanii oraz jego wpływie na społeczeństwo. Muzeum jest laureatem wielu nagród, w tym m.in. European Museum of the Year Award (nagroda dla najlepszego muzeum roku w Europie) w 2001. W muzeum znajduje się wiele znaczących pod względem historycznym lokomotyw i składów kolejowych, także kolekcja gadżetów i przedmiotów użytkowych związanych z kolejnictwem. Muzeum odwiedza średnio 744 000 turystów rocznie.

## Przegląd
W skład kolekcji zgromadzonej przez NRM wchodzi ponad 100 lokomotyw oraz niemal 200 innych pojazdów kolejowych (wykorzystywanych wcześniej głównie na terenie Wielkiej Brytanii). Na powierzchni ponad 8 hektarów zaprezentowane również kilka setek tysięcy najrozmaitszych przedmiotów związanych z przemysłem kolejowym o wartości technicznej, artystycznej i historycznej; składowane są one w trzech dużych halach w pobliżu stacji kolejowej w Yorku, blisko miejsca, gdzie przebiega East Coast Main Line. NRM jest największym muzeum kolejnictwa na świecie. Jest największym położonym poza Londynem muzeum w Wielkiej Brytanii, jeśli chodzi o liczbę podejmowanych rocznie turystów.
NRM znajduje się w swoim macierzystym miejscu (York North) od 1975, kiedy to zajęło miejsce dwóch mniejszych muzeów administrowanych przez British Rail: w Clapham w Londynie i York Railway Museum, które znajdowało się na obrzeżach miasta.
Muzeum znajduje się w niewielkiej odległości od stacji kolejowej w Yorku (można się do niego dostać z niektórych platform stacji poprzez korytarz i klatkę schodową lub z ulicy). Do muzeum można dojechać autobusem z York Minster do Leeman Road. Przystanek obsługuje również system York park and ride, obsługiwany przez korporację FirstGroup (numer 2 (Rawcliffe Bar-York)). Od 2001 wejście do muzeum jest darmowe. Jest otwarte codziennie od 10:00 do 18:00.

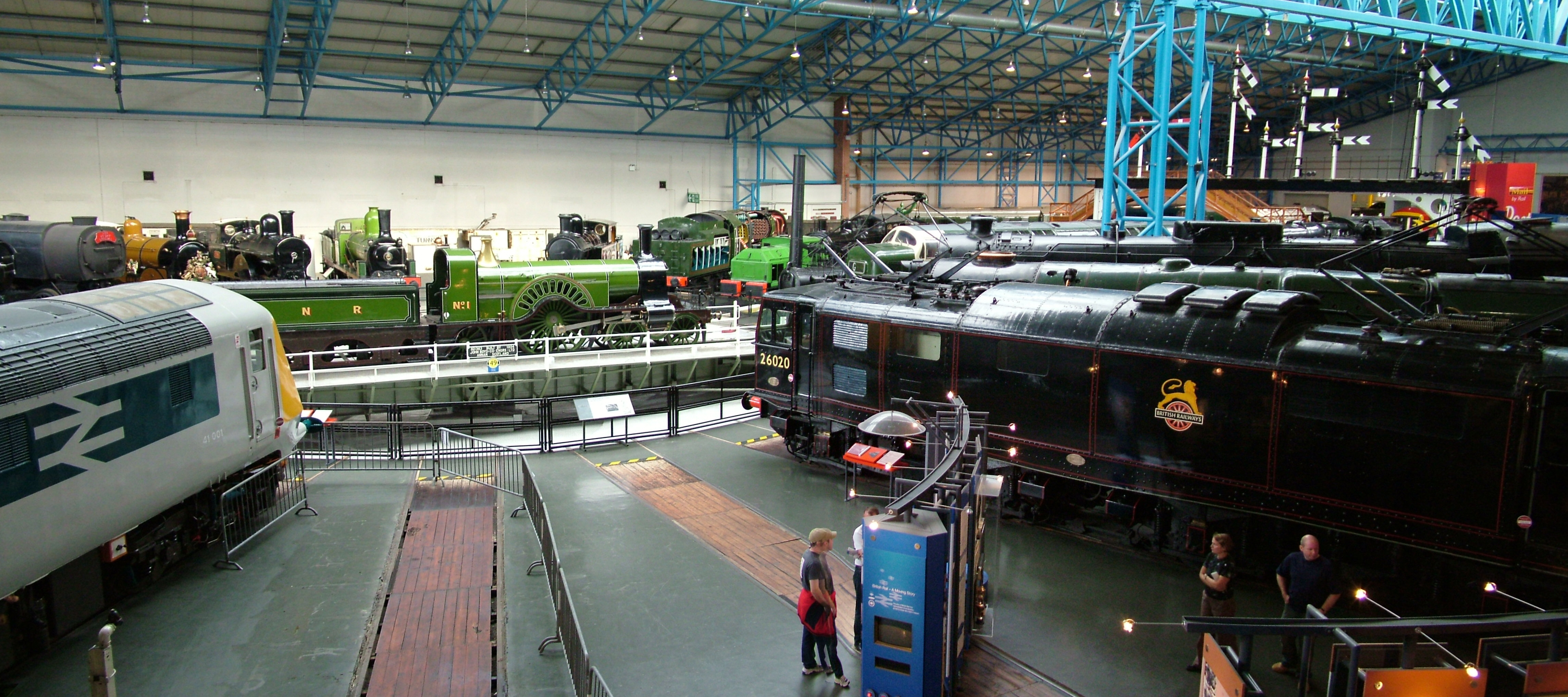
Panorama muzeum - widok na lokomotywy ustawione w Great Hall

W 2004 otwarto Shildon Locomotion Museum, mzueum kolejnictwa w Shildon, Durham, które jest zarządzane przez NRM w porozumieniu z władzami hrabstwa Durham. Kolekcja jest zgromadzona w nowoczesnym budynku (mieścił się tam kiedyś sklep i pracownia, których właścicielem był Timothy Hackworth); muzeum odwiedza średnio 100 000 turystów rocznie.

## National Collection
National Collection (pol. Narodowa Kolekcja) składa się z ok. 280 lokomotyw i pociągów, z czego w NRM znajduje się ok. 100, reszta jest podzielona pomiędzy Shildon Locomotion Museum, inne muzea i zespół pociągów retro. Najwcześniejsze maszyny pochodzą z ok. 1815. Kolekcja zawiera tzw. „Palaces on Wheels”, kolekcję pokoi w pociągach używanych od czasów królowej Wiktorii do lat 70. XX wieku; wśród nich znajduje się kilka pojazdów, które jako pierwsze zostały objęte ochroną i stały się eksponatami muzealnymi. Inne historyczne eksponaty przentowane w NRM to m.in.: lokomotywa Furness Railway No. 3 „Coppernob” (1846) oraz parowozy – Flying Scotsman klasy A3 (dołączył do muzeum w 2004), Mallard klasy A4 i Duchess of Hamilton klasy Coronation, należąca do London, Midland and Scottish Railway. Flying Scotsman jest jako jeden z niewielu eksponatów w muzeum sporadycznie wykorzystywany do obsługi pasażerów.
Muzeum zaimportowało kilka ważnych eksponatów do swojej kolekcji, m.in. chińska lokomotywa Class KF (1981) oraz wagon sypialny ekskluzywnej firmy Wagons-Lits (1980), który był czasem wykorzystywany na nocnej trasie Paryż-Londyn. W 2001 do muzeum sprowadzono jednostkę Bullet Train z serii Shinkansen; pojazd został sfinansowany przez West Japan Railway Company - jest to jedyny Bullet Train znajdujący się poza Japonią.
Niektóre pojazdy umieszczone na wystawie są wymieniane na inne z innymi muzeami i organizacjami; czasami muzeum nieco zmienia swoją kolekcję wypożyczając całe serie lokomotyw.
Inne duże eksponaty to Gaunless Bridge należący do Stockton and Darlington Railway oraz kilka silników parowych i wiatrowych.
Wystawę uzupełniają semafory i urządzenia świetlne, fragmenty torów, modele statków, plakaty, ilustracje i inne prace artystyczne, bilety, mundury służbowe, zegary ścienne, zegarki, meble i sprzęt pochodzący ze związanymi z przemysłem kolejowym hoteli (wraz z oryginalnymi pieczęciami); ponadto muzeum zaopatrzone jest w szeroką kolekcję modeli, które eksponowane są w elektrycznej kolejce wykonanej w skali zero (od 1982).
Muzeum posiada również zbiór rysunków inżynieryjnych z warsztatów kolejowych i oficjalnych fotografii. Głównie dzięki inicjatywie R. C. (Dicka) Rileya kolekcja została uzupełniona o zbiór fotografii amatorskich, autorami większości z nich są Eric Treacy i H. Gordon Tidey. Fotografowie związani z muzeum uczestniczyli m.in. w procesie konstrukcji Eurotunelu. Na przełomie 1999 i 2000 muzeum rozpoczęło kolekcjonowanie nagrań związanych z kolejnictwem na potrzeby National Archive of Railway Oral History. Muzeum otrzymało archiwalne nagrania autorstwa Petera Handforda. Biblioteka przyłączona do NRM posiada kolekcję magazynów o tematyce kolejowej, rozkładów jazdy i oficjalnych publikacji. System Search Engine umożliwia dostęp do archiwów i biblioteki muzeum w celach edukacyjnych; system jest sprawny od początku 2008. W 2009 do zbiorów dodano Forsythe Collection - kolekcję gadżetów związanych z kolejnictwem.

## Historia

### Pochodzenie
Pomimo tego, że pierwsze próby utworzenia muzeum kolejnictwa datuje się na koniec XIX wieku, National Collection powstała w wyniku sukcesu dwóch odrębnych inicjatyw. Jedna została wysunięta przez władze sektora muzeów w Anglii, zaś druga przez przemysł kolejowy, przede wszystkim przez North Eastern Railway, rozwinięte z historycznego Stockton and Darlington Railway.
Kolekcja zaprezentowana później w Science Museum w Londynie została zgromadzona przez Patent Office w latach 60. XIX wieku. Zbiór zawierał tak historyczne i rzadkie okazy jak Puffing Billy, Rakieta i Agenoria (pochodna lokomotywa Stourbridge Lion); lokomotywy te zostały przetransportowane do Yorku.
Problemem wówczas była regularna i doraźna konserwacja lokomotyw. Niektóre z nich były naprawiane w prywatnych garażach, część została zniszczona. Niektóre z nich posłużyły jako atrakcje turystyczne, prezentowane na wystawach lub cokołach na stacjach kolejowych (m.in. Coppernob w Barrow-in-Furness, Derwent i Locomotion w Darlington i Tiny w Newton Abbot).
Pierwsze w Europie muzea kolejnictwa zostały otwarte w Hamar w Norwegii (1897) i Norymberdze (1899). Sprowokowało to rozmowy na ten temat w Wielkiej Brytanii pod koniec XIX i na początku XX wieku, nie podjęto jednak żadnych decyzji. Co więcej, dwie lokomotywy należące do Great Western Railway, North Star i Lord of the Isles, składowane w Swindon, zostały zniszczone w 1906 z powodu braku miejsca na ich przetrzymywanie.
Od 1880, J. B. Harper tworzył okazała kolekcję zbiorów związanych z historią kolejnictwa, która została przedstawiona na uroczystości z okazji stulecia S.& D.R. w 1925. Zbiory te stanowił podstawę muzeum utworzonego przez London and North Eastern Railway w Yorku w 1928; dyrektorem został E. M. Bywell.
Mniejsze eksponaty były składowane w budynkach stacji kolejowej, zaś większe przedmioty w garażach należących do zarządu York and North Midland Railway (zburzone po zamknięciu muzeum). Lokomotywy ustawione zostały na krótkich odcinkach torów, co dało podwaliny pod sposób prezentowania pociągów w NRM.
Muzeum zostało zdominowane przez eksponaty pochodzące z Great Northern Railway i North Eastern Railway. Inne spółki nie wykazały dużego zainteresowania inicjatywą LNER, ofiarowując jedynie po jednej lokomotywie - GWR 3700 Class 3440 City of Truro (Great Western Railway), Columbine (London and North Western Railway), Gladstone (London, Brighton and South Coast Railway). Wraz z GWR w muzeum znajduje się wiele niewielkich przedmiotów złożonych na Paddington station; w 1925 zbudowano replikę lokomotywy North Star. GWR podejmował lokomotywy City of Truro i Tiny w 1931 i Shannon w 1946.
LMS posiada niezależną kolekcję przedmiotów związanych z kolejnictwem na Euston Station. Muzeum zgromadziło również kilka lokomotyw, m.in. Caledonian 123, Columbine, Cornwall, Hardwicke, Highland 103, Midland 118 i Pet. Trzy inne, składowane w Crewe Works, zostały zniszczone w 1932. LMS zarezerwowała sobie jeszcze jedną lokomotywę, Midland 158A, która została jednak stracona wskutek nacjonalizacji. Zdołano przeprowadzić akcję ochrony kilku kwater królewskich w miejscowości Wolverton oraz zbudowano replikę lokomotywy Rocket wraz z sześcioma wagonami; replika została przygotowana na stulecie Liverpool and Manchester Railway w 1930. Skonstruowano również replikę Travelling Post Office jednej z pierwszych linii kolejowych w Wielkiej Brytanii, Grand Junction Railway.
Southern Railway odziedziczyła trzy pociągi należące pierwotnie do Bodmin and Wadebridge Railway, eksploatowane w Yorku i na Waterloo Station. Ryde był chroniony w latach 1934-1940; inną lokomotywą chronioną przez SR był Boxhill w 1947 (Gladstone zajęło się Stephenson Locomotive Society) jako inicjatywa ludowa, zaś w 1959 zostało sfinsansowane przez British Transport Commission.
Nacjonalizacja sektora transportowego w Wielkiej Brytanii w 1948 dała możliwość prowadzenia wzmożonych starań o budowę muzeum; w 1951 wydany został raport British Transport Commission. Dokument sugerował powołanie kuratora opiekującego się eksponatami zgromadzonymi później w NRM (John M. Scholes), zakładał założenie kilku muzeów kolejnictwa w całym kraju (nie zostały jednak wykonane w sposób zasugerowany w raporcie), powstanie niewielkiej wystawy kolejowych eksponatów na Euston Station, a także utworzenie dużego muzeum kolejnictwa w Londynie. Jako lokalizację faworyzowaną stację kolejową w dzielnicy Nine Elms, ostatecznie w 1961 otwarto Museum of British Transport w zajezdni autobusowej w Clapham. Sporządzona została oficjalna lista chronionych lokomotyw; niektóre składowane były bezpośrednio w budynki zajezdni, inne w garażach z całym kraju, kilka wypożyczono do lokalnych muzeów. Spora część eksponatów wchodzących w skład National Collection w dalszym ciągu jest składowana w Swindon Steam Railway Museum i Glasgow Museum of Transport, chociaż niektóre prezentowane tam maszyny (m.in. NBR, K 'Glen' Class, 4-4-0 czy No. 256 Glen Douglas - obecnie wchodzą w skład Bo'ness & Kinneil Railway) nie są już wliczane w skład National Collection.
Modernizacja British Rail pod koniec lat 60. spowodowała, że spółka zdecydowała o rezygnacji z prowadzenia muzeum; z inicjatywy historyka L. T. C. Rolta i jego przyjaciół zdecydowano powołać do życia nowe muzeum. Warunki założenia muzeum ustalono w porozumieniu z ustawą o transporcie (Transport Act 1968) - zdecydowano o nazwie (National Railway Museum) i zwierzchnictwie muzeum (National Museum of Science and Industry, którego dyrektorem była wówczas Margaret Weston), a także o jego wstępnej lokalizacji (poza Londynem).
Jako lokalizację muzeum wybrano parowozownię położoną w York North (przebudowaną w latach 50.), na trasie East Coast Main Line. Stare muzea (oraz to w Clapham) zostały zamknięte w 1973. Miejsce muzeum w Clapham obecnie zajmuje supermarket sieci Sainsbury’s. Niektóre eksponaty zostały zabezpieczone i przekazane London Transport Museum w Covent Garden. Niektóre eksponaty z Yorku zostały przekazane Darlington Railway Centre and Museum. Wystawę nowego muzeum stanowiły eksponaty z muzeów w Yorku i Clapham, a także lokomotywy z Preston Park w Brighton. Ostatecznmą decyzję o zbudowaniu i otwarciu muzeum podjęli: jego właściciel, Dr John Coiley, jego zastępca Peter Semmens, John van Riemsdijk, przedstawiciel Science Museum i David Jenkinson.

### Rozwój (1975-2000)
Uroczystego otwarcia muzeum dokonał Filip Mountbatten, książę Edynburga w 1975. Data otwarcia zbiegła się ze 150-leciem istnienia Stockton & Darlington Railway, której ofiarowano kilka eksponatów. W porównaniu do wcześniejszych muzeów, NRM posiadał stosunkowo dużą ilość wagonów i pociągów osobowych a także lokomotyw nie napędzanych parą; nowy eksponat, lokomotywa No. 35029 Ellerman Lines zmusiła władze NRM do pokazania więcej parowozów. W pierwszym roku istnienia muzeum odwiedziło ponad milion turystów, zaś instytucja została dobrze oceniona przez krytykę.
W 1979 przeprowadzono renowację wybranych wagonów jadalnych, by uczcić stulecie cateringu kolejowego; ponadto muzeum zorganizowało okazyjną wystawę, by podkreślić stulecie używania silnika elektrycznego w kolejnictwie. W 1979 muzeum otrzymało replikę parowozu Stephenson's Rocket z okazji 150. lecia Liverpool and Manchester Railway (1980). Replika reprezentuje muzeum na wystawach na całym świecie.
W 1985 do zbiorów muzeum dołączyła replika lokomotywy Iron Duke (z okazji 150-lecia Great Western Railway).
W 1990 władze muzeum zaniepokoiły się alarmowym stanem betonowego dachu muzeum. Władze Yorku podarowały muzeum dodatkowy budynek (znany jako Peter Allen Building), również na Leeman Road (obecnie w budynku znajduje się sklep z pamiątkami z muzeum); budynek został zaadaptowany do wystawiania pociągów, co wraz z South Yard utworzyło The Great Railway Show. Utworzono również niewielką przenośną wystawę, prezentowaną w Swindon Works, pod nazwą National Railway Museum on Tour. W międzyczasie dach w oryginalnym budynku został zrekonstruowany z użyciem jedynie jednej z dwóch obrotnic z 1954. Budynek został otwarty ponownie w 1992 pod nazwą Great Hall; hala umożliwiała turystom podziwianie wielu dotąd magazynowanych semaforów i nagrań; turystom udostępniono również most kolejowy i część Eurotunelu. Dotychczasowe eksponaty zostały zebrane w jedną wystawę pod nazwą Station Hall.
W 1995 muzeum wraz z University of York prowadziło warsztaty edukacyjne pod nazwą Institute of Railway Studies (and Transport History). Wraz z York College muzeum współtworzyło Yorkshire Rail Academy.
W 1996 dobudowano plac zabaw i tzw. Museum Garden, gdzie postawiono miniaturową kolejkę.

### XXI wiek
W celu ochrony Workshop Gallery przed wchodzeniem tam przez turystów zmontowano rodzaj specjalnej windy, pokazującej turystom wystawę (znana jako National Railway Museum Inclinator). Inclinator pokazuje również wystawę dotyczącą kolei linowo-terenowej. Eksponaty wchodzące w skład tej wystawy są zaprezentowane na zewnątrz, zbudowano również niewielką kolejkę.
W 2004 do muzeum wprowadzono kilka kluczowych ulepszeń. Zorganizowano Railfest – święto, które upamiętniało kilka rocznic związanych z kolejnictwem. Podobnego rodzaju uroczystości zorganizowani w dniach 25-30 maja 2008, kiedy wspominano rozwój kolejnictwa w latach 60. W Shildon otwarto Shildon Locomotion Museum, które zgromadziło duża kolekcję zwłaszcza lokomotyw (ze względu na dogodne warunki i rozległe tereny do zagospodarowania); znaczną część kolekcji stanowią eksponaty przetransportowane tam z NRM. Ponadto muzeum prowadzi zakrojoną na szeroką skalę kampanię wspieraną przez National Heritage Memorial Fund, której celem jest zakup lokomotywy Flying Scotsman, który gościł muzeum z okazji festiwalu Railfest.
Pod koniec 2007 uruchomiono Search Engine - system, który w łatwy sposób umożliwia turystom dostęp do archiwów i biblioteki muzeum.
W dniach 18 lipca-23 sierpnia 2008 w muzeum York Theatre Royal wystawiał sztukę The Railway Children (Edith Nesbit); The Guardian dał sztuce maksymalną ocenę. Sztuka ma być wystawiana ponownie w 2009, od 23 lipca do 9 września.
Obecnie przeprowadzany jest plan pod kryptonimem NRM+, który ma odświeżyć i przeprowadzić renowację wystawy Great Hall; plan wspiera Heritage Lottery Fund; muzeum w dalszym ciągu poszukuje partnerów finansowych.